# Ізотопічний ефект
Ізотопічний ефект (англ. isotope effect, рос. изотопический эффект)  — фізичне явище в багатьох низькотемпературних надпровідниках, яке полягає в залежності критичної температури від маси ізотопу. Ефект було відкрито незалежно Емануелем Максвелом 

та Чарльзом Рейнольдсом
 в 1950 році.
| Значення показника α для різних надпровідників згідно з , | Значення показника α для різних надпровідників згідно з , |
| Речовина                                                  | α                                                         |
| --------------------------------------------------------- | --------------------------------------------------------- |
| Ртуть (Hg)                                                | 0.5 ± 0.03                                                |
| Талій (Tl)                                                | 0.5 ± 0.1                                                 |
| Кадмій (Cd)                                               | 0.5 ± 0.1                                                 |
| Молібден (Mo)                                             | 0.33 ± 0.05                                               |
| Осмій (Os)                                                | 0.21 ± 0.05                                               |
| Рутеній (Ru)                                              | 0.0                                                       |
| Цирконій (Zr)                                             | 0.0                                                       |
| Уран (U)                                                  | -2                                                        |
| Гідрид лантану (LaH10)                                    | 0.46                                                      |
| Диборид магнію (MgB2)                                     | 0.32, 0.30                                                |
| Гідрид паладію (PdH, PdD)                                 | -0.25                                                     |
| La1.85Sr0.15CuO4                                          | 0.07                                                      |
| La1.89Sr0.11CuO4                                          | 0.75                                                      |
| A3C60, A=Na, Ru                                           | 0.37 {\displaystyle \div } 1.4                            |

Для будь-якого конкретного надпровідника приблизно справджується наступна рівність:
{\displaystyle T_{c}M^{\alpha }={\text{const}}},
де {\displaystyle T_{c}} — критична температура надпровідника (тобто значення температури, при якій матеріал переходить у надпровідний стан), а {\displaystyle M} — маса ізотопу. Оскільки {\displaystyle T_{c}} пропорційна критичному магнітному полю {\displaystyle H_{c}}, то між {\displaystyle M} та {\displaystyle H_{c}} повинно існувати подібне співвідношення.
Важливість ізотопічного ефекту проявилася в побудові теорії надпровідності, а саме в поясненні механізму утворення зв'язаних станів електронів (пар Купера). Оскільки утворення таких пар може відбуватися лише за участі сил взаємного притягання, то такі сили можуть виникнути лише завдяки взаємодії електронів з кристалічною ґраткою.
Показник {\displaystyle \alpha } для більшості моноатомних речовин приблизно дорівнює {\displaystyle 1/2}. Це значення передбачає теорія БКШ, оскільки згідно з цією теорією {\displaystyle T_{c}} пропорційне характеристичній частоті фононів (за умови нехтування кулонівським відштовхуванням). В свою чергу закон дисперсії фононів в моноатомному ланцюжку пропорційний {\displaystyle M^{-1/2}}, що і пояснює значення {\displaystyle \alpha } зокрема для ртуті, талію та кадмію.
Відхилення від значення {\displaystyle \alpha =1/2} для деяких перехідних металів (зокрема занулення {\displaystyle \alpha } для Zr та Ru, а також сильний обернений ізтопічний ефект для урану) пояснюється врахуванням особливостей зонної структури.
Врахування ангармонічних ефектів дозволяє пояснити обернений ізтопічний ефект для гідриду паладію та значення {\displaystyle \alpha } для фулеренів.